# Bekemolen (watermolen)
De Bekemolen of Thomaesmolen is een voormalige watermolen nabij de tot de Oost-Vlaamse gemeente Kruisem behorende plaats Mullem, gelegen aan Westerring 72.
Deze bovenslagmolen, gelegen op de Rooigemsebeek, fungeerde als korenmolen en oliemolen.

## Geschiedenis
Al in 1250 was sprake van een watermolen op deze plaats die eigendom was van de heren van Mullem. Hij fungeerde als korenmolen en al voor 1794 werd hij ook als oliemolen ingericht. Om van voldoende waterkracht verzekerd te zijn werd een spaarbekken en een vijver aangelegd. De laatste deed ook dienst als visvijver.
In 1836 werd een stoommachine geïnstalleerd, maar in 1892 werd het stoomoliebedrijf gestaakt. In 1896 kwam er een nieuwe stoommachine en toen was er sprake van een graan- en lijnkoekenmolen door water en stoom.
In 1903 werd in de nabijheid de windmolen Bekemolen opgericht.
Kort voor 1954 werd de watermolen stilgelegd en werd het binnenwerk gesloopt. Het waterrad roestte weg en verdween later geheel. Het molenhuis werd gerenoveerd en is sindsdien in gebruik als kunstgalerij en feestruimte. Een deel van het sluiswerk is nog aanwezig.